# Перкусија (медицина)
Перкусија, ударање о тело, је метода физикалног прегледа којом се ударима у одређене делове тела производе и анализирају акустички феномени који настају том приликом. По природи својства звука, који има различите квалитете, зависно од густине ткива делова тела у које се удара, лекар одређује топографију унутрашњих органа, њихову величину, чврстину и присуство ваздуха у ткивима. Перкусија је један од четири начина клиничког (физикалног) прегледа, заједно са инспекцијом, палпацијом и аускултатацијом за утврђивање болести.

## Историја
Перкусију као посебну методу физикалног прегледа измислио је аустријски лекар Леополд Ауенбругер, који је студирао на Универзитету у Бечу и докторирао 1752. Слушајући звуке изнад буради вина у подруму свога оца, којим је он утврђивао ниво вина у бурадима, Леополд је дошао је на идеју да примени ударање прстима (перкусију) по грудном кошу пацијената у циљу утврђивања болести. Године 1761, он овај свој проналазак први пут објављује у књизи, (лат. Inventum novum).
Међутим перкусија, као метода, у почетку је са подозрењем прихваћена, од његовох колега, и не улази у ширу примену. Тек 1808. када је чувени Наполеонов лекар Жан Никол Корвисар Маре, превео Леополдову књигу на француски језик, додајући своје примедбе, почиње све већа примена перкусије у медицинској дијагностици.
Развој перкусионе технике, се од тог доба све више усавршава, и врше се бројна истраживања примене ове методе и њених могућности у дијагностици. Током 1826. Пиори предлаже, да се за побољшање квалитета звука у току перкусије, примени метода ударања преко плоча од различитих материјала. У 1846. Винтрих, предложе примену перкусије помоћу гуменог чекића, којим се врши ударање преко прстију испитивача или директно о тело испитаника.

## Физичке појаве у перкусији
Из физике нам је познато да се при удару у неке предмете (од различитих материјала) као што су дрво, пластика, метал итд., да се зависно од количине ваздуха у њима добијају звучни феномени различитог интензитета. Тело које је у стању мировања се покреће ударањем или повлачењем, што ремети његову равнотежу и производи одређене звуке. Тело настоји да својом елестичношћу, или силама гравитације поново успостави равнотежу. У току поремећаја равнотеже настају осцилације (таласи) који могу бити трансферзални (попречни) или лонгитудинални (уздужни).
- Трансверзалне покрете, имају жице на виолини, гитари, или зид грудног коша.
- Лонгитудинални покрети се јављају при кретању ваздуха у затвореном простору (бубањ) или у плућима и трбуху испуњеним ваздухом.

Тонови и шумови
Звуци се могу поделити у тонове и шумове, а сам квалитет звука зависи од висине осцилација, учесталости (броја осцилацијау секунди)н и трајаности. У природи чисте тонове ретко срећемо, и они се једино могу произвести у лабораторијским условима.
Осцилације које имају одређену учесталост (фреквенцију) називају се периодичне и оне изазивају појаву тона (звука).
Осцилације без одређене учесталости (фреквенције), називају се непериодичне и оне изазивају појаву шума.
Висина звука
Висина звука зависи од броја осцилација у једној секунди, и расте са повећањем осцилација, а опада са њиховим смањењем. Већа густина органа и ткива условљава виши, а мања нижи звук. Величина органа и ткива такође битно утичу на висину звука. Орган мањег пречника изазива виши а орган већег нижи звук.
Јачина звука
Јачина (јасноћа) звука сразмерна је величини амплитуда осцилација (таласа). Величина силе којом се покреће осцилација у телу зависи од снаге удара у току перкусије и физичких особина дела тела по коме се перкутује. Када се у току перкусије удари истом јачином онда јачина и јасноћа звука, зависи искључиво од физичких особина тела које се перкутује (еластичност, густина итд). Јачина звука се смањује са повећаном густином перкутоване области. Она је највећа на почетку настајања звука (највеће осцилације) и смањује се сразмерно њиховом опадању.
Трајање звука
Трајање звучне манифестације зависи од величине почетних амплитуда осцилација. Већа почетна амплитуда изазива и дуже трајање звука. Физичке особине предела који се перкутује (еластичност, величина, итд.) утиче на трајање звука.

### Ширење перкусионог звука
Ширење перкусионог звука зависи од густине средине; ваздух и гасови су резонантнији од чврстих ткива, па се преко плућа може чути јасан, светао „звук плућа“, дубока, кратка „муклина“ над јетром или удовима и звук сличан бубњу, „тимпанизам“, преко цевастих органа за варење у трбуху.

### Особине перкусионог звука
Перкусиони звук има више особине шума неге правог звука. Перкусија звука има три основне особине које зависе од физичких особина ткива или органа који се перакутују;
Висина перкусионог звука
- Висок звук, настаје при перкусији делова тела или органа који не садрже ваздух (јетра, срце, мишић, слезина), јер су у њима учесталост осцилације велика.
- Низак (дубок) звук, настаје при перкусији дела тела који садрже ваздух (плућа, желудац, црева), јер је у њима учесталост осцилација мања.

Јачина перкусионог звука
- Гласан звук (јак), ствара се при перкусији органа који садрже ваздух или гасове (желудац, плућа, црева), због велике еластичности ових органа. При томе удари перкусије морају бити исте јачине.
- Слаб (тих) звук, се добија при перкусији ткива и органа који не садрже ваздух (јетра, слезина, мишићи, срце, течност).

Трајање перкусионог звука
- Дуготрајан перкусиони звук, јавља се при перкусији органа, који садрже ваздух (желудац, црева, плућа) због велике еластичности ових органа.
- Краткотрајни перкусиони звук, настаје при перкусији органа који не садрже ваздух (јетра, слезина, срце, мишићи, течност). Гласнији (јачи) перкусиони звуци дуже трају од тихих (слабих).

## Врсте перкусије

#### Директна перкусија
Изводи се директним ударањем врха једног прсте или свих прстију руке о површину тела.

#### Индиректна перкусија
Ова врста перкусије изводи се на два начина;
- Први начин. Ударањем чекићем по металној плочи (плесиметру) која се ставља на површину дела тела који се перкутује.
- Други начин. То је оберучна перкусија ударањем прста о прст. Изводи се тако што што средњи прст леве руке испитивача замењује плочицу (плесиметар) и ставља се на део тела, а средњим прстом десне руке (прст чекић) удара се по по средњој фаланги прста „плесиметра“ и производи звук.

Индиректна перкусија може да буде;
- Површна перкусија; изводи се ударцима слабе јачине по испитиваном делу телапри чему се добијају звуци настали трешперењем само површних слојева ткива илин органа који се перкутују.
- Дубока перкусија изводи се снажним, јаким ударима, при чему се се изазива треперење дела тела или органа који се перкутују.

## Називи перкусијског звука
У току перкусије одређених делова тела, код здравих особа могу се чути следеће три врсте (основне врсте), перкусионог звука;
- Јасан, соноран, звонак перкусијски звук; добија се перкусијом зида особе са здравим грудним кошом, а настаје као последица треперења алвеола плућа. Овај перкусиони звук је јасан, јак, дубок и дугог трајања.

- Тмуо перкусијски звук; се добија при перкусији чврстих органа који не задрже ваздух, (јетра, слезина, срце мишићи ).

- Тимпаничан перкусијски звук; има посебан квалитет и добија се перкусијом органа или шупљих простора који садрже ваздух, (црева, желудац). Како је он сличан звуку који производи бубањ (тимпанон) ова перкусијски звук је прозван тимпанични перкусијски звук. Овај звук помало има и примесе металног звука

## Клинички значај перкусије
Перакусија се користи за утврђивање конзистенције, величине појединих органа и количине ваздуха у ткивима. Такође се примењује и за утврђивање граница између органа ако они производе различити звук (тзв. топографска перкусија). Перкусија симетричних делова грудног коша, (тзв. упоредна перкусија) омогућава уочавање промена у плућима и плућној марамици (плеури).
Све веће увођење савршенијих метода утврђивања болести, перкусију је нажалост потиснула у други план, у многим савремено опремљеним клинкама. Међутим ова метода и дање има своје место и значај у службама хитне помоћи на терену, у кућним условима или у амбулантама ван великих медицинских центара. Вештина перкусије као и палпација, захтева стално увежбавање и добру стручност лекара, тако да има лекара који ову вештину одлично познају док други недовољно владају овом техником и нерадо је примењује у свакодневној пракси.

#### Топографска (гранична) перкусија
Граничном перкусија служи у физикалном прегледу за одређивање;
- Доње границе плућа
- Ширине врхова плућа
- Величине и облика јетре.
- Величине и облика слезине.
- Ширине медијастинума.
- Величине срца.
- Границе инфилтративних промена у плућима.
- Границе излива (асцитеса) слободне течности у трбуху
- Величине препуњености жучне кесе.
- Величине препуњености мокраћне бешике.

#### Упоредна перкусија
Ова врста перкусије служи за упоређивање особина перкусијског звука на симетричним деловима тела, чиме се се прави боља разлика између ненормалних од нормалних перкусионик звукова.